# Saint-Aubin-des-Châteaux
Pour les articles homonymes, voir Saint-Aubin.
Saint-Aubin-des-Châteaux est une commune de l'Ouest de la France, située dans le département de la Loire-Atlantique, en région Pays de la Loire.
Elle fait partie de la Bretagne historique situé dans le pays de la Mée l'un des pays traditionnel de Bretagne.

## Géographie

Situation de la commune de Saint-Aubin-des-Châteaux dans le département de la Loire-Atlantique.

Saint-Aubin-des-Châteaux est située à 9 kilomètres à l'ouest de Châteaubriant.
Les communes limitrophes sont Ruffigné, Rougé, Châteaubriant, Louisfert, Saint-Vincent-des-Landes et Sion-les-Mines.

### Climat
Pour des articles plus généraux, voir Climat des Pays de la Loire et Climat de la Loire-Atlantique.
En 2010, le climat de la commune est de type climat océanique altéré, selon une étude du CNRS s'appuyant sur une série de données couvrant la période 1971-2000. En 2020, Météo-France publie une typologie des climats de la France métropolitaine dans laquelle la commune est exposée à un climat océanique et est dans la région climatique  Bretagne orientale et méridionale, Pays nantais, Vendée, caractérisée par une faible pluviométrie en été et une bonne insolation. 
Pour la période 1971-2000, la température annuelle moyenne est de 11,7 °C, avec une amplitude thermique annuelle de 13,5 °C. Le cumul annuel moyen de précipitations est de 734 mm, avec 12,5 jours de précipitations en janvier et 6,5 jours en juillet. Pour la période 1991-2020, la température moyenne annuelle observée sur la station météorologique de Météo-France la plus proche, sur la commune de Soudan à 14 km à vol d'oiseau, est de 12,2 °C et le cumul annuel moyen de précipitations est de 826,4 mm,. Pour l'avenir, les paramètres climatiques de la commune estimés pour 2050 selon différents scénarios d'émission de gaz à effet de serre sont consultables sur un site dédié publié par Météo-France en novembre 2022.

## Urbanisme

### Typologie
Au 1er janvier 2024, Saint-Aubin-des-Châteaux est catégorisée commune rurale à habitat dispersé, selon la nouvelle grille communale de densité à sept niveaux définie par l'Insee en 2022.
Elle est située hors unité urbaine. Par ailleurs la commune fait partie de l'aire d'attraction de Châteaubriant, dont elle est une commune de la couronne,. Cette aire, qui regroupe 20 communes, est catégorisée dans les aires de moins de 50 000 habitants,.

### Occupation des sols
L'occupation des sols de la commune, telle qu'elle ressort de la base de données européenne d’occupation biophysique des sols Corine Land Cover (CLC), est marquée par l'importance des territoires agricoles (94,1 % en 2018), en diminution par rapport à 1990 (96,5 %). La répartition détaillée en 2018 est la suivante : 
terres arables (47,3 %), prairies (26,2 %), zones agricoles hétérogènes (20,5 %), forêts (4,1 %), zones urbanisées (0,9 %), mines, décharges et chantiers (0,6 %), eaux continentales (0,4 %). L'évolution de l’occupation des sols de la commune et de ses infrastructures peut être observée sur les différentes représentations cartographiques du territoire : la carte de Cassini (XVIIIe siècle), la carte d'état-major (1820-1866) et les cartes ou photos aériennes de l'IGN pour la période actuelle (1950 à aujourd'hui).

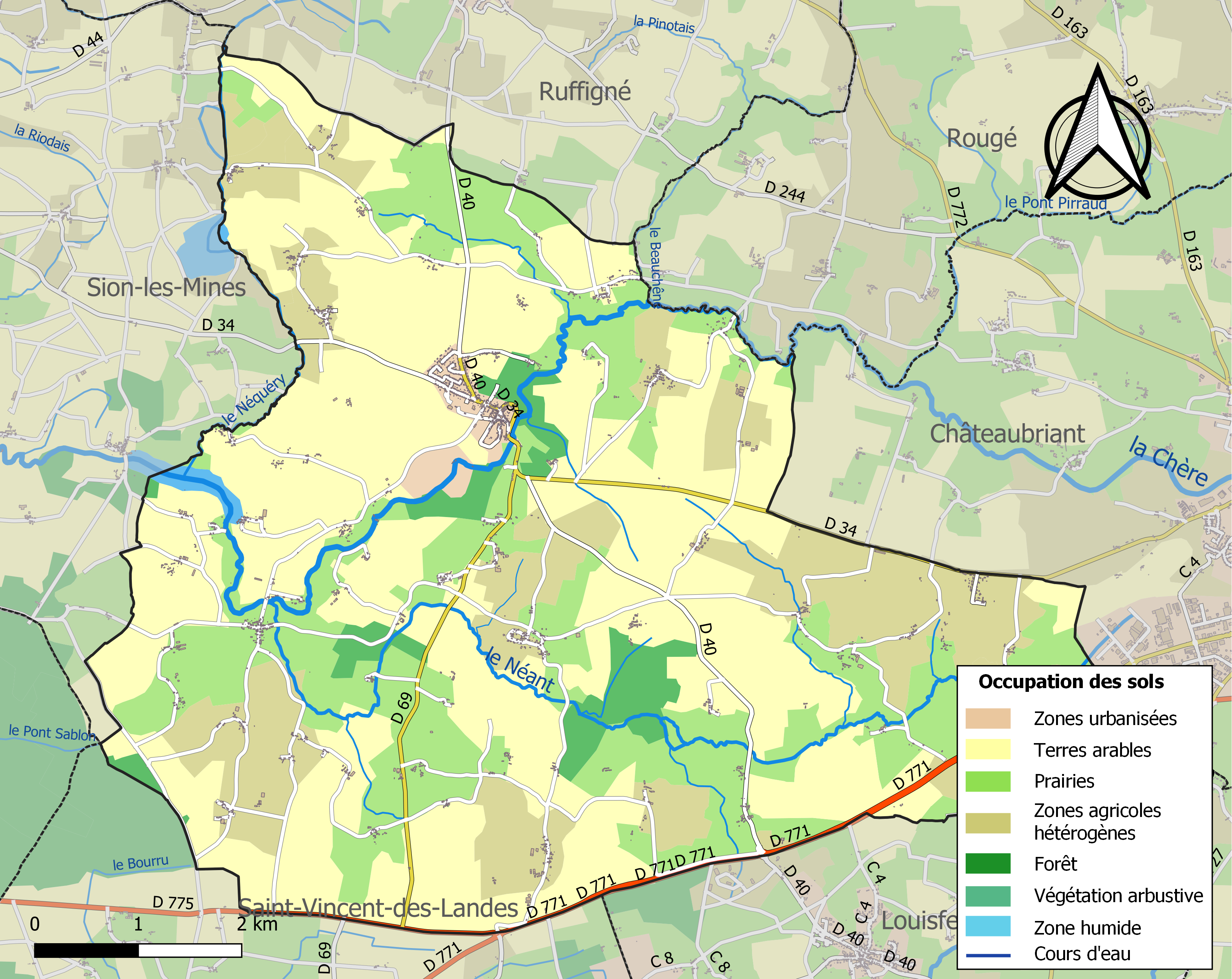
Carte des infrastructures et de l'occupation des sols de la commune en 2018 (CLC).

## Toponymie
Le nom de la localité est attesté sous la forme Sanctus Albinus en 1287.
Saint-Aubin-des-Châteaux vient du nom de l'évêque Saint Aubin d'Angers, originaire de Languidic (Morbihan).
Saint-Aubin-des-Châteaux possède un nom en gallo, la langue d'oïl locale : Saint-Aobin ou Setaobin, prononcé [sɛ̃taʊbɛ̃] ou [sətaʊbɛ̃],.
La forme bretonne proposée par l'Office public de la langue bretonne est Sant-Albin-ar-C'hestell.

## Histoire
Le 23 octobre 1941, les vingt-sept victimes du camp de Choisel sont enterrées par groupe de trois dans neuf cimetières des environs : Jean-Pierre Timbaud dans celui de Saint-Aubin-des-Châteaux, où il repose encore, sa famille n'ayant pas souhaité le transférer ailleurs après la Libération. En octobre 1941, l'instituteur de Saint-Aubin est René Guy Cadou, qui assiste au passage du camion funéraire, et écrira ensuite un poème célèbre sur cette fusillade.

## Héraldique
| Blason | Blasonnement : D'argent à la croix ancrée accostée en chef à dextre d'une moucheture d'hermine et en pointe à senestre d'une fleur de lys, le tout de gueules. Commentaires : La moucheture d'hermine évoque le blasonnement d'hermine plain de la Bretagne, rappelant l'appartenance passée de la ville au duché de Bretagne. Blason conçu par l'héraldiste Michel Pressensé (délibération municipale en 1968). |

## Politique et administration
| Période                                  | Période  | Identité            | Étiquette | Qualité           |
| ---------------------------------------- | -------- | ------------------- | --------- | ----------------- |
| 1865                                     | 1885     | Julien Fournet      |           |                   |
| 1885                                     | 1900     | Jean Marie Roche    |           |                   |
| 1900                                     | 1900     | Louis Gardé         |           |                   |
| 1900                                     | 1925     | Théophile Richard   |           |                   |
| 1925                                     | 1947     | Jean Hougron        |           |                   |
| 1947                                     | 1965     | Emile Paul Daguin   |           |                   |
| 1965                                     | 1989     | Charles de Cambourg |           |                   |
| 1989                                     | 2014     | Michel Rétif        |           |                   |
| 2014                                     | En cours | Daniel Rabu         | DVG       | chauffeur laitier |
| Les données manquantes sont à compléter. |          |                     |           |                   |

## Population et société

### Démographie
Selon le classement établi par l'Insee, Saint-Aubin-des-Châteaux fait partie de l'aire urbaine, de la zone d'emploi et du bassin de vie de Châteaubriant. Elle n'est intégrée dans aucune unité urbaine. Toujours selon l'Insee, en 2010, la répartition de la population sur le territoire de la commune était considérée comme « très peu dense » : 43 % des habitants résidaient dans des zones « peu denses »  et 57 % dans des zones « très peu denses ».

#### Évolution démographique
L'évolution du nombre d'habitants est connue à travers les recensements de la population effectués dans la commune depuis 1793. Pour les communes de moins de 10 000 habitants, une enquête de recensement portant sur toute la population est réalisée tous les cinq ans, les populations de référence des années intermédiaires étant quant à elles estimées par interpolation ou extrapolation. Pour la commune, le premier recensement exhaustif entrant dans le cadre du nouveau dispositif a été réalisé en 2005.

En 2022, la commune comptait 1 749 habitants, en évolution de −1,58 % par rapport à 2016 (Loire-Atlantique : +6,68 %, France hors Mayotte : +2,11 %).
| 1793  | 1800  | 1806  | 1821  | 1831  | 1836  | 1841  | 1846  | 1851  |
| ----- | ----- | ----- | ----- | ----- | ----- | ----- | ----- | ----- |
| 1 551 | 1 171 | 1 377 | 1 771 | 1 810 | 1 866 | 1 883 | 2 009 | 2 062 |

| 1856  | 1861  | 1866  | 1872  | 1876  | 1881  | 1886  | 1891  | 1896  |
| ----- | ----- | ----- | ----- | ----- | ----- | ----- | ----- | ----- |
| 2 095 | 2 152 | 2 213 | 2 204 | 2 219 | 2 223 | 2 468 | 2 403 | 2 476 |

| 1901  | 1906  | 1911  | 1921  | 1926  | 1931  | 1936  | 1946  | 1954  |
| ----- | ----- | ----- | ----- | ----- | ----- | ----- | ----- | ----- |
| 2 416 | 2 333 | 2 277 | 2 027 | 1 974 | 1 830 | 1 740 | 1 682 | 1 587 |

| 1962  | 1968  | 1975  | 1982  | 1990  | 1999  | 2005  | 2006  | 2010  |
| ----- | ----- | ----- | ----- | ----- | ----- | ----- | ----- | ----- |
| 1 520 | 1 472 | 1 387 | 1 351 | 1 346 | 1 314 | 1 437 | 1 456 | 1 615 |

| 2015  | 2020  | 2022  | - | - | - | - | - | - |
| ----- | ----- | ----- | - | - | - | - | - | - |
| 1 765 | 1 741 | 1 749 | - | - | - | - | - | - |

#### Pyramide des âges
La population de la commune est relativement jeune.
En 2018, le taux de personnes d'un âge inférieur à 30 ans s'élève à 36,2 %, soit en dessous de la moyenne départementale (37,3 %). À l'inverse, le taux de personnes d'âge supérieur à 60 ans est de 23,8 % la même année, alors qu'il est de 23,8 % au niveau départemental.
En 2018, la commune comptait 877 hommes pour 907 femmes, soit un taux de 50,84 % de femmes, légèrement inférieur au taux départemental (51,42 %).
Les pyramides des âges de la commune et du département s'établissent comme suit.
| Hommes | Classe d’âge | Femmes |
| ------ | ------------ | ------ |
| 0,0    | 90 ou +      | 0,8    |
| 5,6    | 75-89 ans    | 8,3    |
| 17,5   | 60-74 ans    | 15,3   |
| 20,4   | 45-59 ans    | 20,2   |
| 19,6   | 30-44 ans    | 19,8   |
| 15,1   | 15-29 ans    | 13,5   |
| 21,8   | 0-14 ans     | 22,0   |

| Hommes | Classe d’âge | Femmes |
| ------ | ------------ | ------ |
| 0,6    | 90 ou +      | 1,8    |
| 6      | 75-89 ans    | 8,6    |
| 15,1   | 60-74 ans    | 16,4   |
| 19,4   | 45-59 ans    | 18,8   |
| 20,1   | 30-44 ans    | 19,3   |
| 19,2   | 15-29 ans    | 17,4   |
| 19,5   | 0-14 ans     | 17,6   |

## Lieux et monuments

### Monuments historiques
La commune recense deux monuments historiques.

#### Château et parc du Plessis
Le bâtiment principal date des XVe (partie centrale appelée « manoir-porche ») et XVIIe siècles (les trois ailes du château). Le château, et ses dépendances, est inscrit au titre des monuments historiques par arrêté du 9 décembre 1992. Malgré des efforts de protection du château, le bâtiment est désormais à l'état de « ruine » mais ses propriétaires espèrent bien pouvoir entreprendre des travaux de rénovation dans les années futures.
Régulièrement ouvert au public depuis 1993, le château du Plessis est une propriété privée située à la sortie de la commune de Saint-Aubin-des-Châteaux, en direction de Ruffigné. Son propriétaire actuel, architecte-paysagiste, souhaite mettre en valeur les différents bâtiments implantés sur le site (pigeonnier, maison du jardinier, atelier, anciennes écuries, four à pain...) via la création de plusieurs jardins : jardin à la française et à l'anglaise, potager, roseraie...

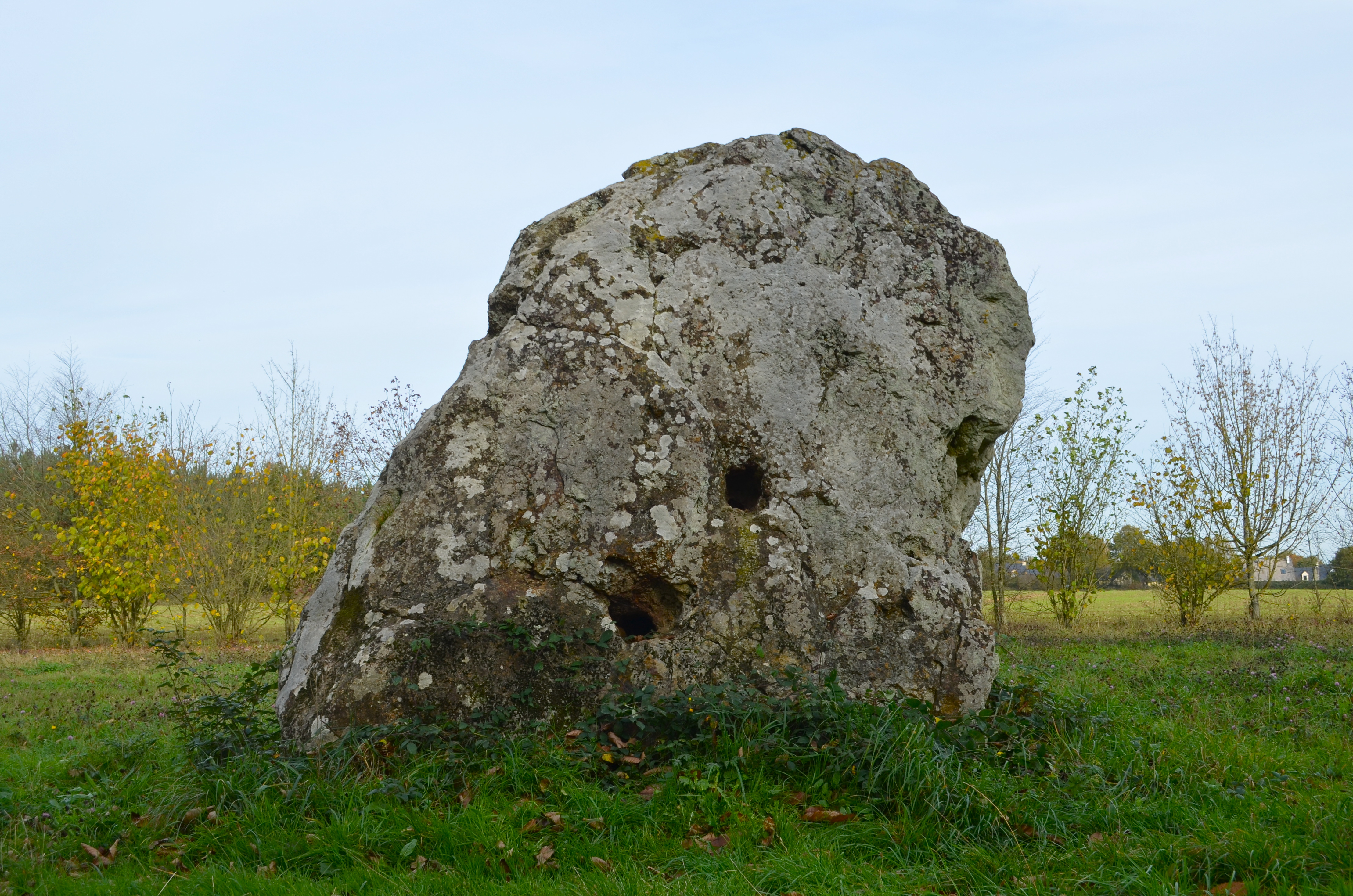

#### Menhir des Louères
Menhir érigé au Néolithique, classé au titre des monuments historiques par arrêté du 5 novembre 1928 Cette présence, ajoutée à la découverte d'une hache-marteau confirme le peuplement ancien de Saint-Aubin-des-Châteaux.

### Autres lieux et monuments
La chapelle des Templiers, d'architecture carolingienne lors de sa construction, est remaniée au XIIe siècle par les Templiers pour les besoins de leur commanderie.

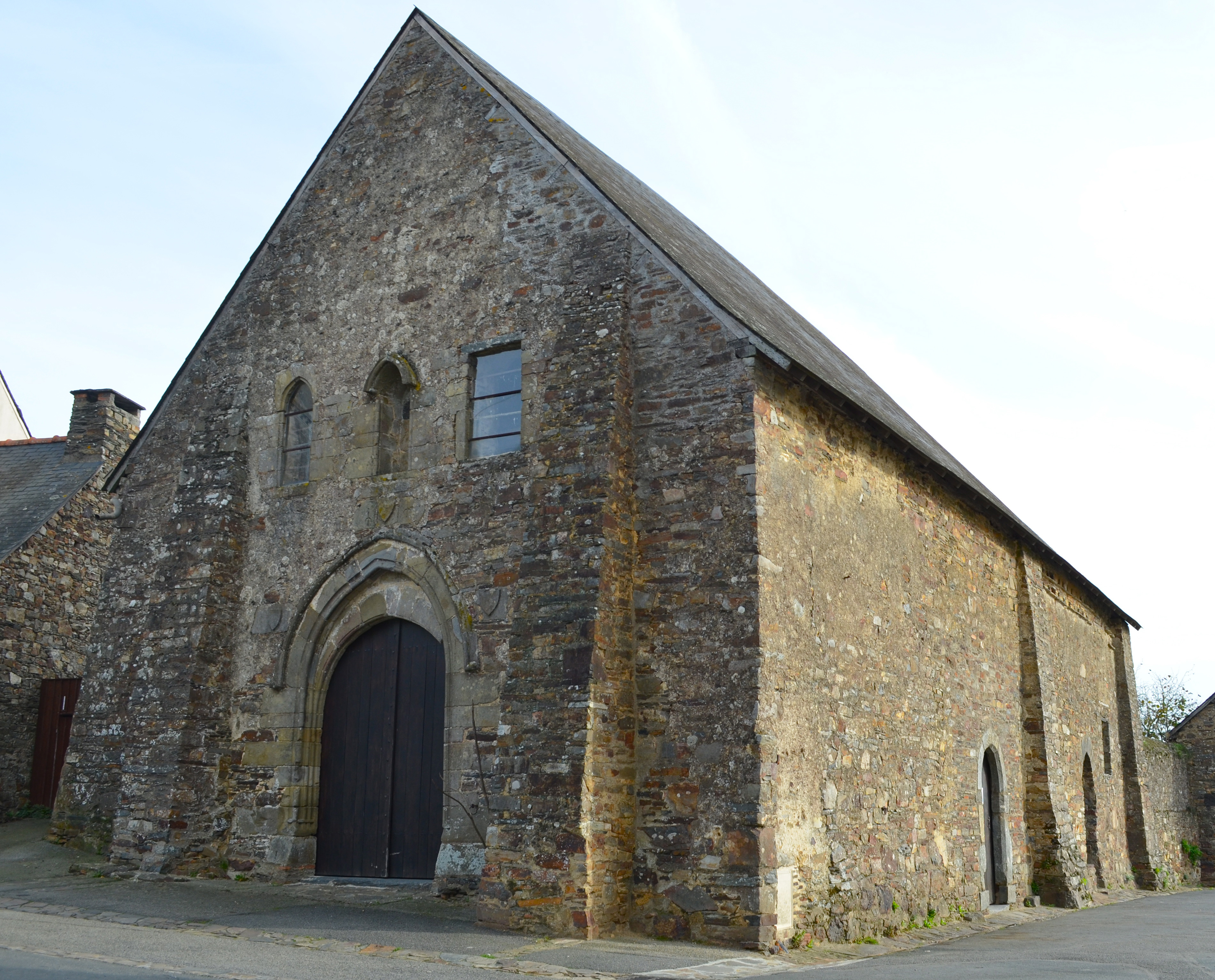
La chapelle des Templiers.

## Personnalités liées à la commune
- Alexandre Fourny (1898-1941), avocat, homme politique et résistant, né à Saint-Aubin, est un des cinquante otages fusillés après la mort de Karl Hotz à Nantes en 1941.
- Jean-Pierre Timbaud, résistant communiste fusillé à Châteaubriant en octobre 1941, est enterré dans la commune.
- René Guy Cadou (1920-1951) a été instituteur à Saint-Aubin, où il se trouvait au moment de l'exécution des otages de Châteaubriant, écrivant ensuite le poème qui leur est dédié.
- Victor-Lucien Tapié (1900-1974), historien, membre de l'Académie des sciences morales et politiques, est mort à Saint-Aubin le 23 septembre 1974.